# Буринский, Захар Алексеевич
Захар(ий) Алексеевич Буринский (1784—1808) — русский поэт и переводчик, магистр словесности и суббиблиотекарь Московского университета.

## Биография
Из дворян. Поступил в Московскую университетскую гимназию (1797), затем был переведён в университетский благородный пансион. Зачислен в студенты Московского университета в 1801 году: учился на философском факультете. Во время учёбы дружил с М. В. Милоновым, С. П. Тимковским, С. П. Жихаревым, Н. И. Гнедичем, Н. Ф. Кошанским. Принадлежал к литературному кружку А. Ф. Мерзлякова.
Благодаря покровительству попечителя М. Н. Муравьёва, высоко оценивавшего способности Буринского, был оставлен при университете (1804) в звании кандидата для специализации по истории. Получил степень магистра словесности за переводы и оригинальные сочинения по истории. Служил в должности суббиблиотекаря в университетской библиотеке, адъюнкта философии и словесных наук Московского университета (c 1807). Преподавал русскую словесность и историю в доме князей Щербатовых (1805—1808), где участвовал в литературных собраниях вместе с П. Я. Чаадаевым и А. С. Грибоедовым. Записка с упоминанием Буринского — единственный документ о жизни Грибоедова в допожарной Москве.

Буринский подавал большие надежды как поэт и переводчик, однако, ранняя смерть (1808) не позволила развиться его таланту.
Поэт оборотами мыслей и выражений и образом жизни словом, поэт по призванию.С. П. Жихарев «Записки современника»
Известно три стихотворения на его смерть (А. Ф. Мерзляков, И. Д. Петрозилиус и анонимное, возможно автор — А. С. Грибоедов).

## Сочинения
Напечатаны:
- Поэзия, или стихи, произнесённые в публичном собрании Московского университета. — М., 1802.
- Похвалы сельской жизни. Перевод из второй книги Вергилиевых «Георгик», II, 1803.
- Краткое начертание истории Света. Перевод с английского Гиббона. — М., 1805.
- Стихи на кончину П. Ф. Глебова-Стрешнева, последовавшую 23 октября 1807 г.
- К кн. Е. В. Щербатовой. Приглашение в деревню // Вестник Европы. — 1809. — № 13[3]
- Два слепца Толедские, опера в одном действии, перевод с французского. — М., 1811.
- Занимался переводом Геродота, отрывок из которого был напечатан Ф. Тимковским при издании басен Федра.

Большинство стихотворений осталось в рукописях.